# Calonne (Belgique)
Pour les articles homonymes, voir Calonne.
Calonne (en wallon Calone) est une section de la ville belge d'Antoing, située en Wallonie picarde dans la province de Hainaut.
C'était une commune à part entière avant la fusion des communes de 1977.
Le village est situé au bord de l'Escaut (rive gauche) entre Antoing et Tournai.

## Étymologie
Connu dès 1108 sous le nom de Calona. Ce toponyme pourrait signifier « rivière pierreuse ».

## Géographie

### Lieux-dits
Almanach, Berceaux, Cinq Rocs, Curgie, Gaîté, Petit Rivage, Quatre Vents, Requiem, Rokes, Roquettes et Warnaffe.

## Patrimoine et culture

### Patrimoine architectural

#### Patrimoine religieux
- L’église saint Éloi près de laquelle on peut trouver une œuvre d'Edmond Dubrunfaut.

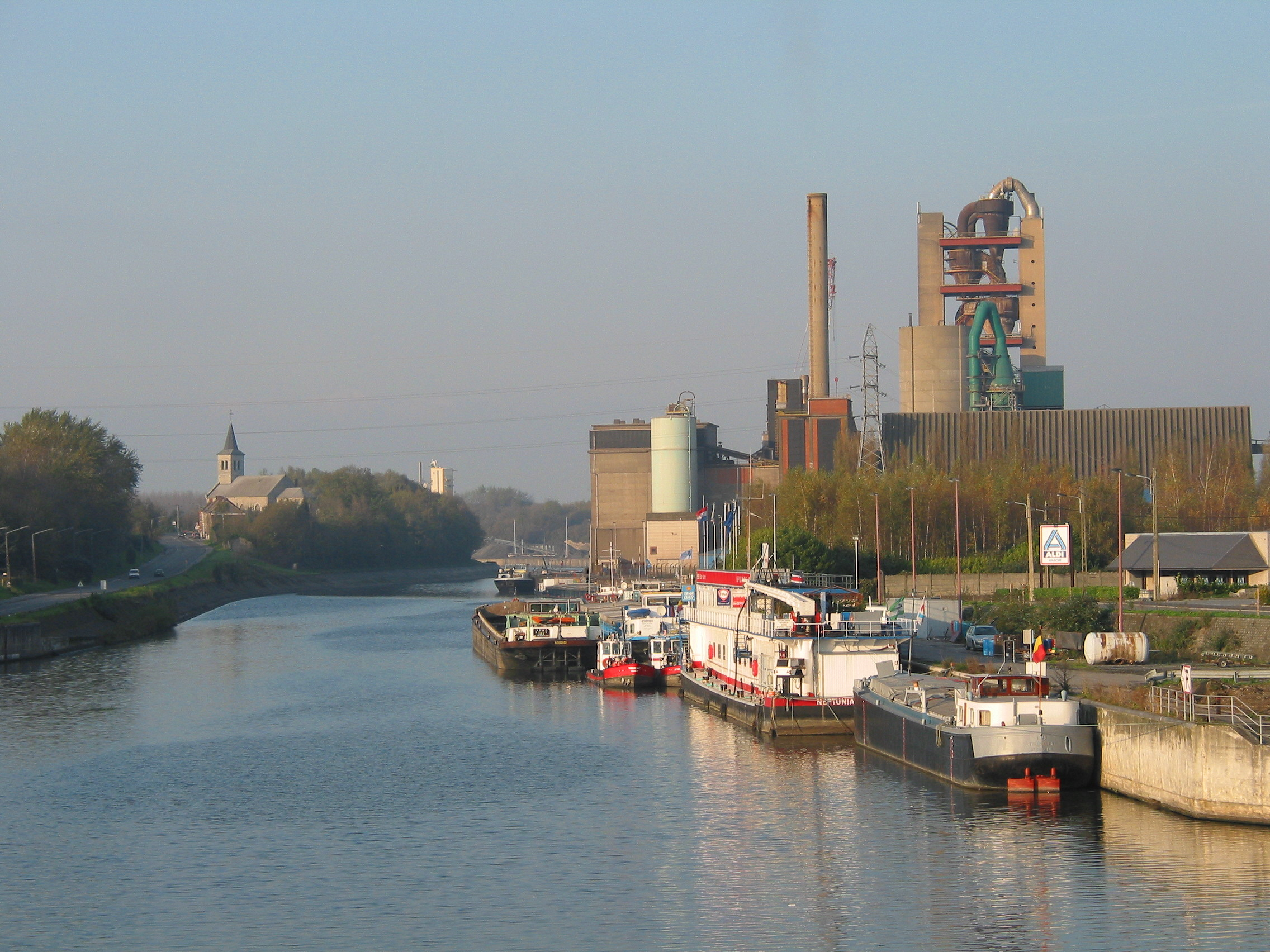
L’église Saint-Éloi de Calonne, l’Escaut et la cimenterie CBR d’Antoing.
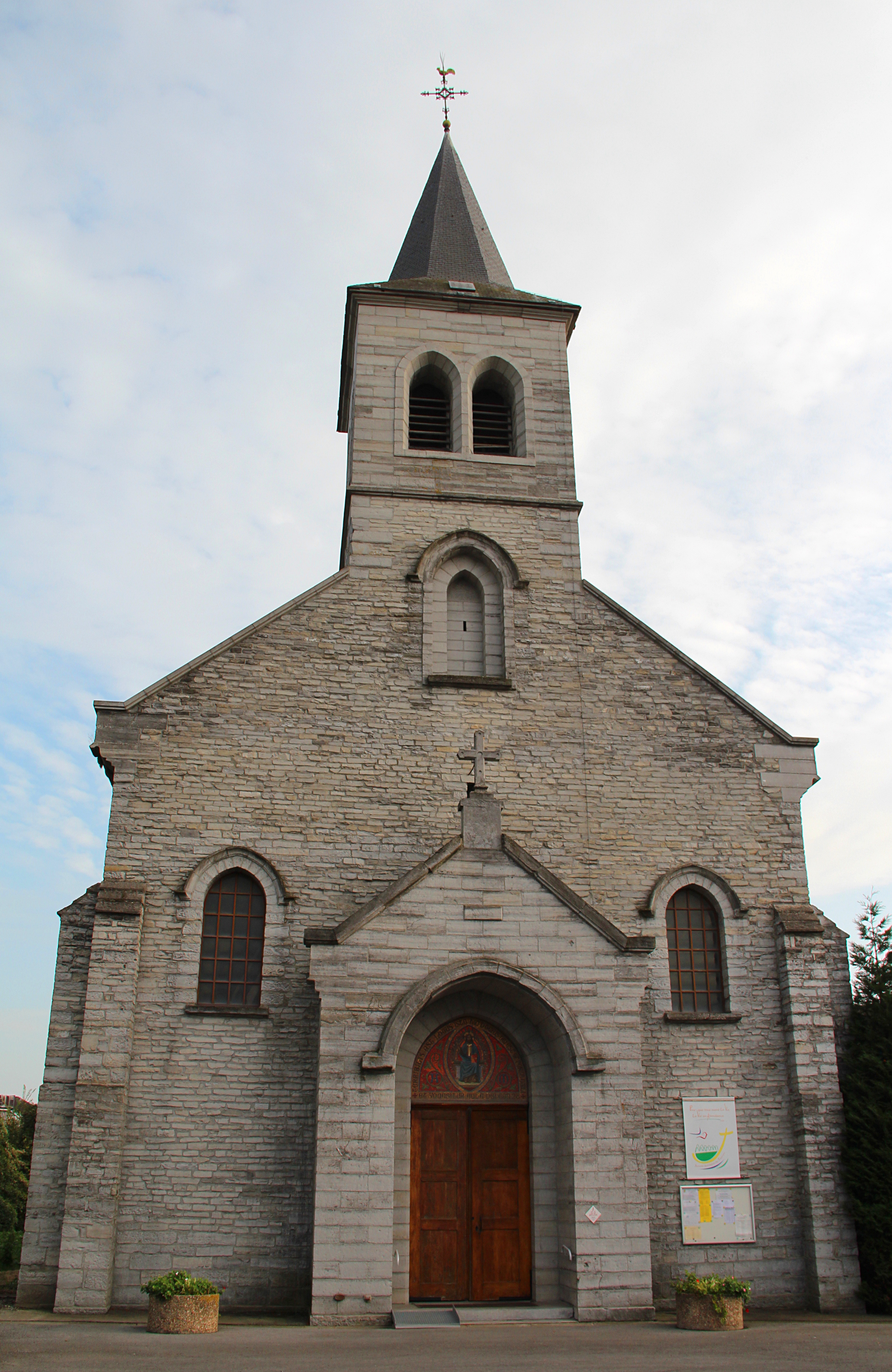
L’église Saint-Éloi.
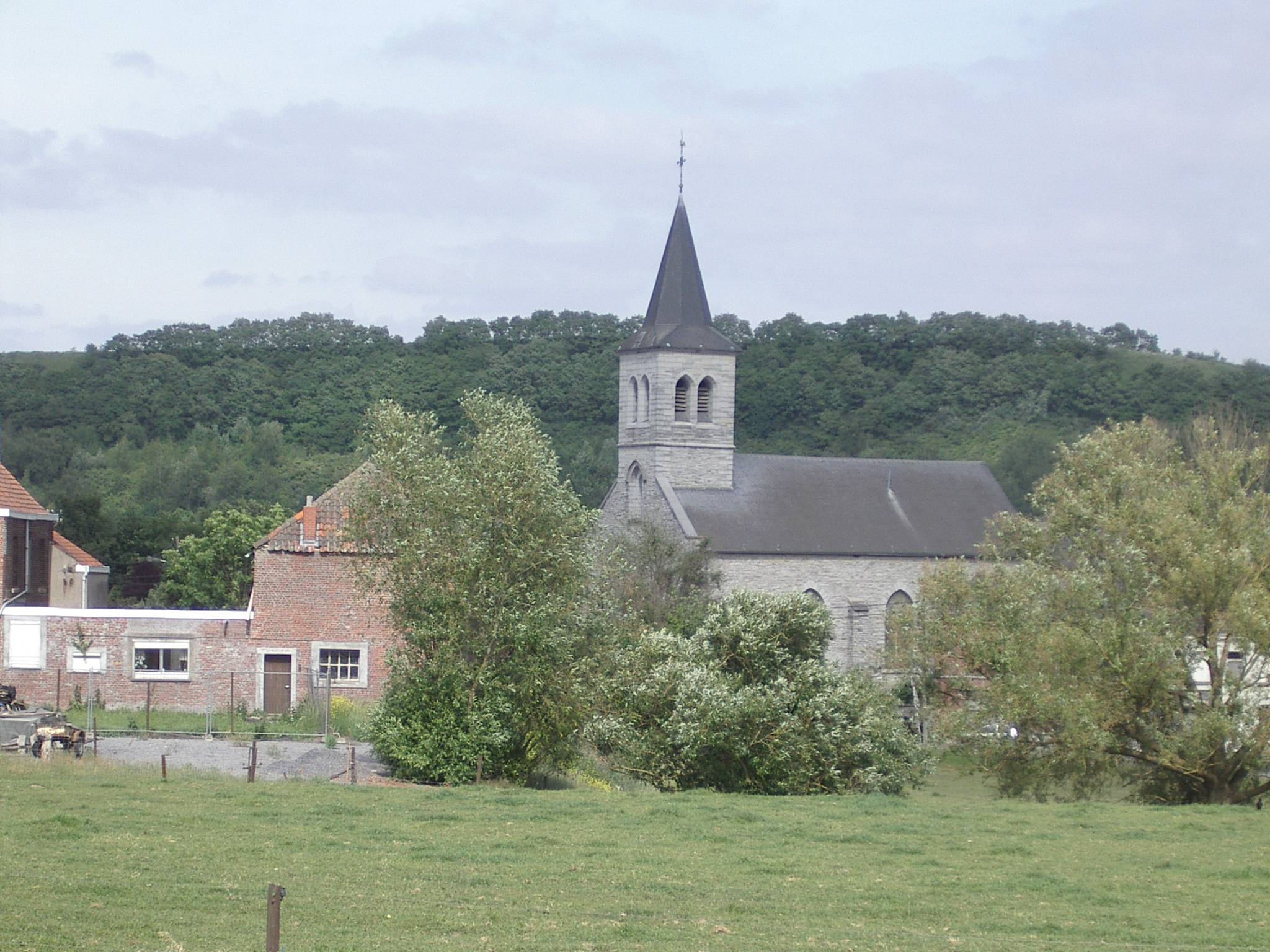
L’église Saint-Éloi.

#### Patrimoine civil

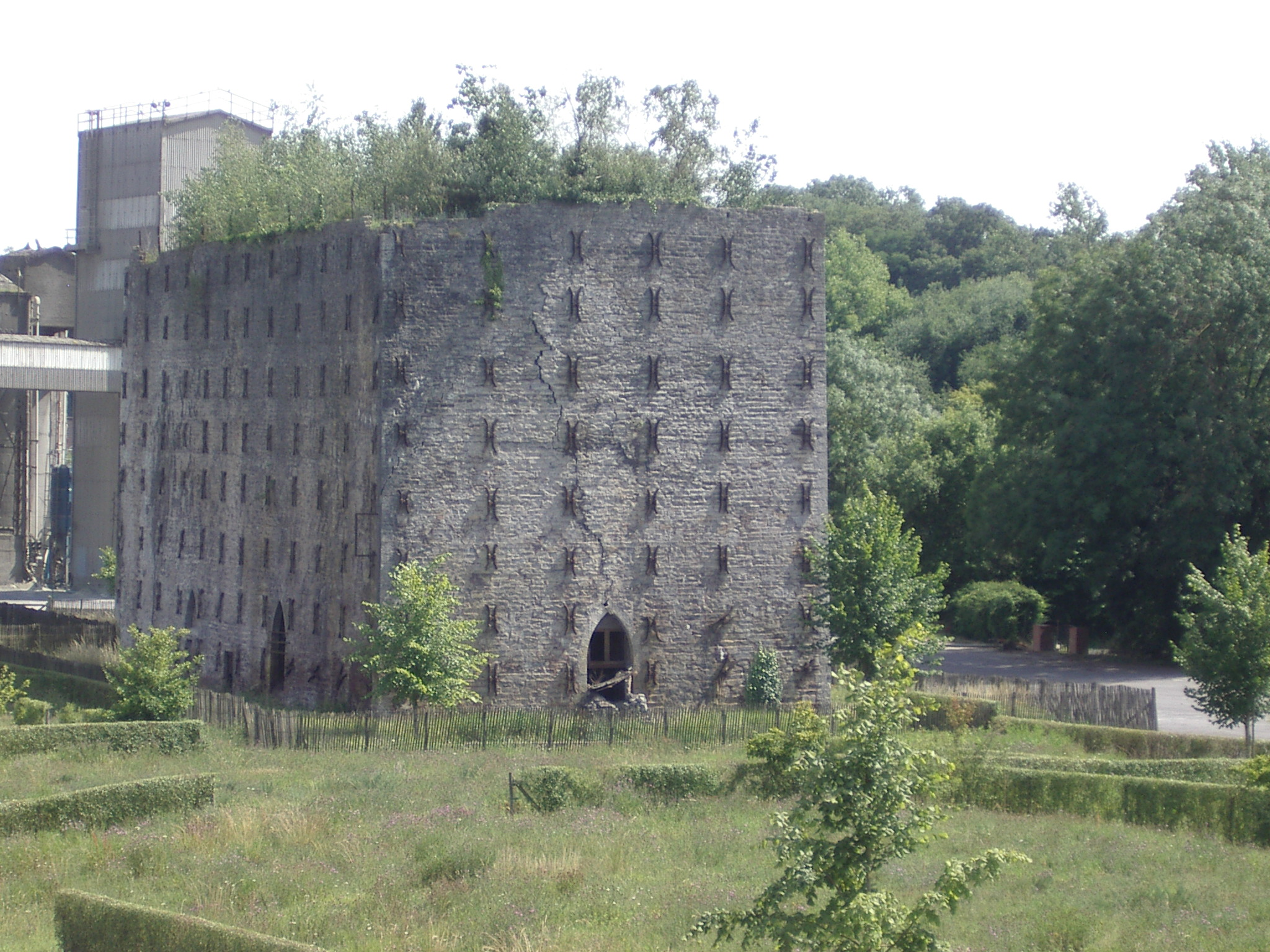
Fours à Chaux entre calonne et Chercq.
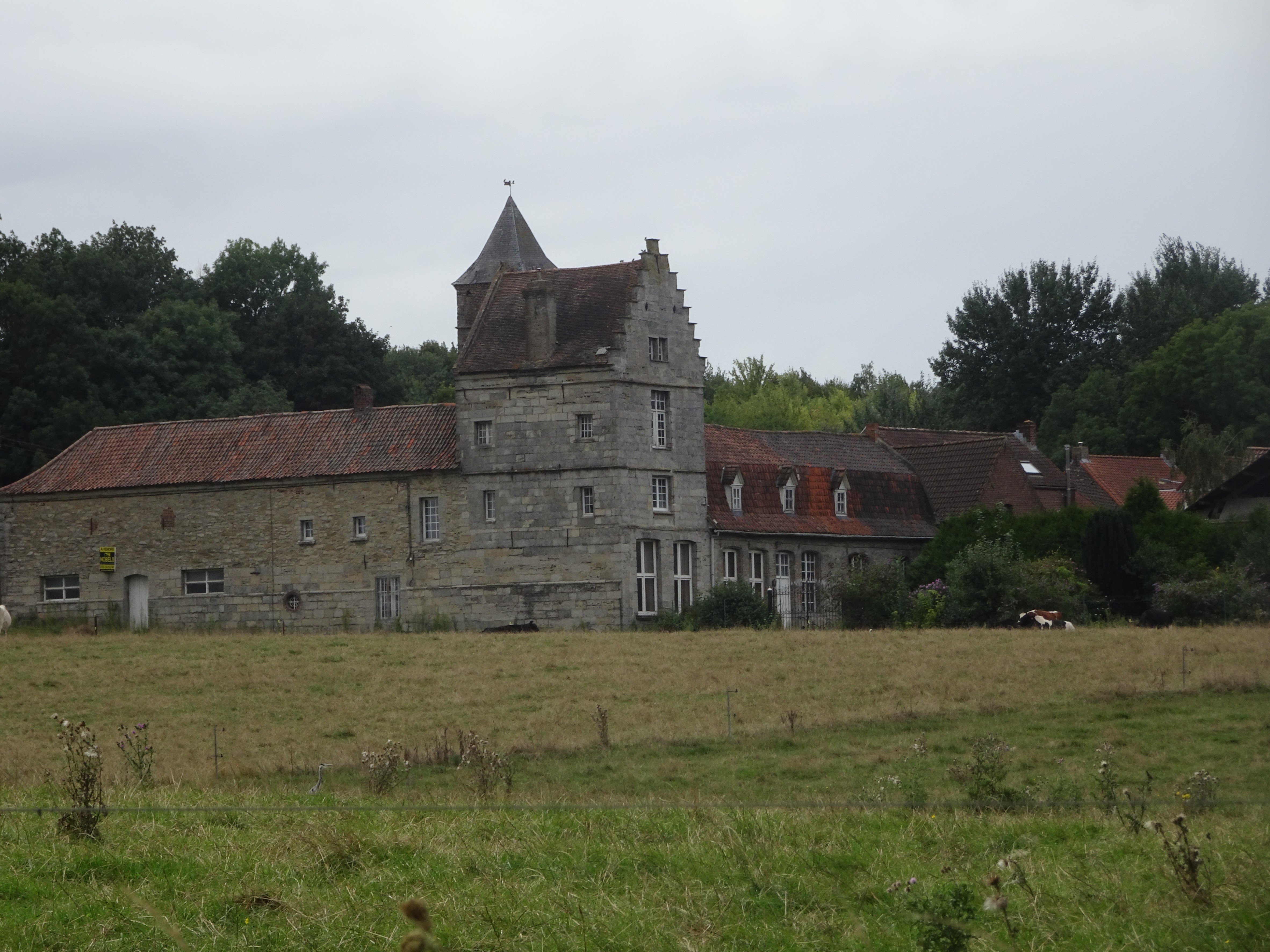
Château-ferme de Curgies dit des Quatre Vents.